# Sviatlana Vusovich
Pour les articles homonymes, voir Usovich.
Sviatlana Usovich (en biélorusse Святлана Усовіч), née le 14 octobre 1980, est une athlète biélorusse spécialiste du 400 et du 800 mètres.

## Carrière
En 2004, elle décroche la médaille d'argent du relais 4 × 400 mètres lors des Championnats du monde en salle de Budapest aux côtés de Natalya Sologub, Anna Kozak et Ilona Usovich. Devancée par la Russie, l'équipe biélorusse établit en 3 min 29 s 96 un nouveau record national en salle. L'année suivante, Usovich se classe deuxième du 400 mètres des Championnats d'Europe en salle de Madrid, s'inclinant avec le temps de 50 s 55 face à la Russe Svetlana Pospelova. Elle obtient par ailleurs deux titres dans cette compétition dans l'épreuve du relais 4 × 400 mètres en remportant les éditions 2002 et 2007. Elle se classe deuxième du 4 × 400 m lors des Championnats du monde en salle de Valence, en Espagne.
Elle se distingue en 2011 sur 800 mètres en établissant fin juin à Szczecin la meilleure performance mondiale de l'année sur 800 mètres en 1 min 58 s 12.

### Dopage
Après réexamen des échantillons des Jeux olympiques de Pékin en 2008, les résultats d'Usovich sont annulés, à savoir sa participation au 800 mètres et la quatrième place du relais 4 × 400 m.

## Palmarès
| Date | Compétition                    | Lieu       | Résultat | Épreuve   |
| ---- | ------------------------------ | ---------- | -------- | --------- |
| 2002 | Championnats d'Europe en salle | Vienne     | 1re      | 4 × 400 m |
| 2002 | Championnats d'Europe          | Munich     | 7e       | 400 m     |
| 2002 | Championnats d'Europe          | Munich     | 6e       | 4 x 400 m |
| 2003 | Championnats du monde en salle | Birmingham | 6e       | 400 m     |
| 2004 | Championnats du monde en salle | Budapest   | 2e       | 4 × 400 m |
| 2005 | Championnats d'Europe en salle | Madrid     | 2e       | 400 m     |
| 2006 | Championnats d'Europe          | Göteborg   | 2e       | 4 x 400 m |
| 2007 | Championnats d'Europe en salle | Birmingham | 1re      | 4 × 400 m |
| 2007 | Championnats du monde          | Osaka      | 6e       | 800 m     |
| 2007 | Championnats du monde          | Osaka      | 5e       | 4 x 400 m |
| 2008 | Championnats du monde en salle | Valence    | 2e       | 4 × 400 m |
| 2011 | Championnats du monde          | Daegu      | 4e       | 4 x 400 m |
| 2012 | Championnats du monde en salle | Istanbul   | 4e       | 4 x 400 m |

## Records
| Épreuve | Épreuve   | Temps         | Lieu      | Date            |
| ------- | --------- | ------------- | --------- | --------------- |
| 400 m   | Plein air | 50 s 79       | Minsk     | 31 juillet 2004 |
| 400 m   | En salle  | 50 s 55       | Madrid    | 5 mars 2005     |
| 800 m   | Plein air | 1 min 58 s 11 | Osaka     | 26 août 2007    |
| 800 m   | En salle  | 2 min 00 s 53 | Karlsruhe | 11 février 2007 |